# Bron Studios

Logo van Bron Studios

Bron Studios (gestileerd als BRON) is een Canadees filmbedrijf gevestigd in Vancouver, Brits-Columbia, eigendom van Bron Media Corporation. Bron Studios werd in 2010 opgericht door Aaron L. Gilbert en Brenda Gilbert. Opmerkelijke producties van Bron zijn onder meer: Joker, The Addams Family, Bombshell, The Willoughbys, Judas and the Black Messiah, Those Who Wish Me Dead en House of Gucci.

## Geschiedenis
Bron Creative is een joint venture tussen Bron Studios en Creative Wealth Media. Bron Creative levert eigen vermogen voor studioproducties en senior gedekte schuldfinanciering voor geschikte film- en televisieproducties. Bron vormde de Bron Animation-divisie onder leiding van Gil Rimmer en Ben Burden Smith als creative directors. Het eerste project van de divisie was twee Mighty Mighty Monsters-specials.
In september 2017 werd Bron Studios gereorganiseerd met Bron Media Corp. en werd het moederbedrijf van Bron Studios. Genrelabel the Realm, Bron Releasing en Bron Animation voegden zich bij de studio als dochterondernemingen van Bron Media. Daniel D. McClure werd ook ingehuurd als president en chief operating officer vanuit zijn functie als CEO van CQI Capital Management in Toronto.
In 2016 vormen Bron Media en Creative Wealth Media een joint venture, Bron Creative, om films te financieren. De eerste film van de onderneming is Fences van Paramount Pictures. Vervolgens stemde de onderneming ermee in om een animatiefilmreeks, maximaal vier films, volledig te financieren op basis van Bear Grylls, geproduceerd door YBG Films, een joint venture tussen Grylls en Platinum Films. In december 2018 sloten Bron Creative en Warner Bros. een deal voor zes films met een cofinanciering van $ 100 miljoen. Bron Creative ging in juni 2019 akkoord met een nieuwe cofinancieringsovereenkomst van $ 100 miljoen met MGM.
In de late jaren 2010 begon Bron met het ontwikkelen van een interne televisieproductiegroep en werkte hij samen met producer en voormalig HBO-directeur Michael Ellenberg's productiebedrijf Media Res. Bron coproduceerde destijds een reeks internationale projecten. In 2019 en 2020 breidde ze hun televisieonderneming uit tot een formele divisie.

## Beheer
Bron Studios is opgericht door Brenda en Aaron L. Gilbert. Aaron is een Canadese producent, uitvoerend producent en financier van live-action en animatiefilms en televisieseries. Naast Bron is Gilbert ook de Managing Director van Media House Capital, een senior geldschieter in de film- en televisiebusiness.
Oorspronkelijk afkomstig uit London, Ontario in Canada, verhuisde Gilbert in 1994 naar Los Angeles en Vancouver, waar hij zijn carrière begon in de muziekmanagement- en muziekuitgeverij-industrie bij BOXX Entertainment voordat hij later in de jaren negentig overging naar muzieksupervisie en licentieverlening voor film/televisie, en daarna in animatie en live-action zakelijke zaken en financiën. Muziek blijft van invloed op zijn creatieve en projectkeuzes.